# Prosoplus albosticticus
Prosoplus albosticticus är en skalbaggsart som beskrevs av Stefan von Breuning 1938. Prosoplus albosticticus ingår i släktet Prosoplus och familjen långhorningar. Inga underarter finns listade i Catalogue of Life.